# ساحة كارلو فيليس

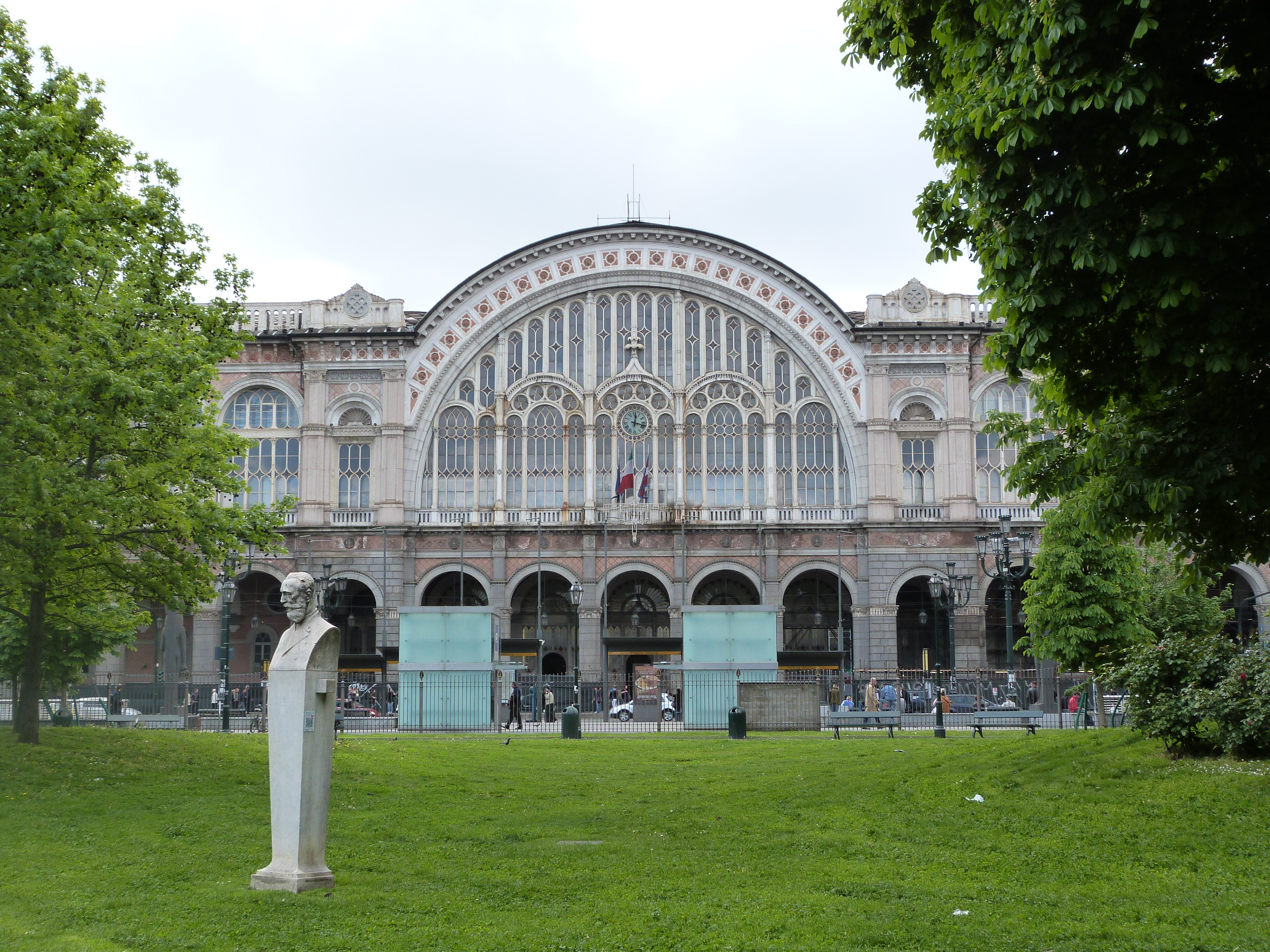
ساحة كارلو فيليس.

ساحة كارلو فيليس هي ساحة تقع في مدينة تورينو بإيطاليا.
في أول توسعة لمدينة تورين باتجاه الجنوب في عام 1620 كانت هذه المنطقة تضم ببساطة «بورتا نوفا» البدائية، والوصول إلى المركز من خلال نفس الاسم عبر «نوفا» (الآن عبر روما).
كان غايتانو لومباردي في ذلك الوقت هو الذي خططها في عام 1822، وهو أول رسم تخطيطي لما سيصبح «لارجو ديل ري»، وهو توسع عادي للجادة متجانسة اللفظ (الآن كورسو فيتوريو إيمانويل الثاني)، من خلال ولادة كتل جديدة على الطراز الكلاسيكي الجديد وكلاهما في الشرق والغرب.
حتى الثمانينيات من القرن الماضي كانت الساحة هي المحطة النهائية لخطوط الترام، مع حلقة مزدوجة من المسارات، أصبحت الآن غير مستخدمة.